# Đội tuyển Fed Cup Fiji
Đội tuyển Fed Cup Fiji đại diện Fiji ở giải đấu quần vợt Fed Cup và được quản lý bởi Hiệp hội Quần vợt Fiji.  Đội chưa thi đấu kể từ năm 2001.

## Lịch sử
Fiji tham gia kì Fed Cup đầu tiên vào năm 1999.  Thành tích tốt nhất của họ là thứ 6 ở Nhóm II năm 1999.